# Socony-Mobil Building
El Socony-Mobil Building es un rascacielos de 174 metros de altura y 42 plantas situado en 150 East Calle 42 en Midtown Manhattan, Nueva York (Estados Unidos). fue diseñado por el estudio de arquitectura Harrison & Abramowitz.

## Historia
El edificio fue completado en 1956. Mobil Oil Corporation se convirtió en el inquilino principal, al ocupar más de la mitad del edificio desde 1956 hasta 1987. La empresa tenía situada su sede social principal anteriormente en el 26 de Broadway.
En 2003 su fachada fue designada como hito histórico por la Landmarks Preservation Commission, que lo consideró como «uno de los rascacielos más llamativos de Nueva York». Fue el primer rascacielos del mundo en contar con una fachada recubierta enteramente de acero inoxidable. Tras su inauguración, fue el rascacielos de mayor superficie en contar con aire acondicionado.
El edificio fue adquirido en abril de 2016 por el inversor inmobiliario David Werner por 900 millones de dólares. Su propiedad anteriormente estaba en manos de la firma de inversión japonesa Hiro Real Estate Co., que lo puso en venta dos años antes (2014).

## Arquitectura

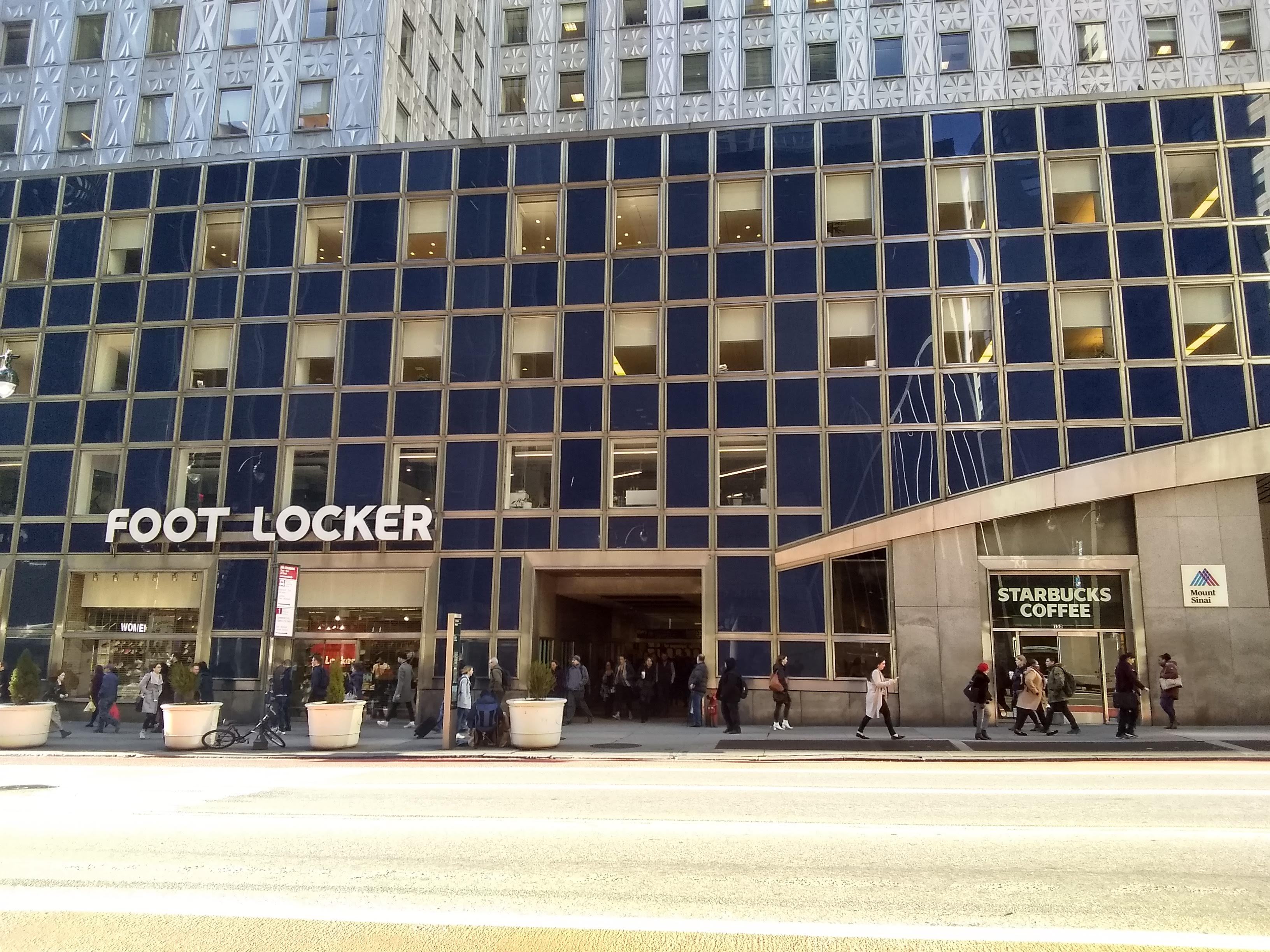
Entrada al Socony-Mobil Building

En el centro de la manzana, encima de una base de tres pisos de altura, se encuentra una torre de 42 plantas flanqueada por dos alas de 13 plantas.
La fachada consiste en aproximadamente 750 000 libras (340 194 kg) de acero inoxidable de tipo 302 de 0,037 pulgada (0,94 mm) de grosor, recubierto por cromo y níquel para permitir que el viento lo limpie. Un total de 7000 panales con formas piramidales grabadas en relieve, se combinan con ventanas de cristal azul opaco. Un edificio de oficinas coetáneo que también emplea de manera profusa este material es el Inland Steel Building de Chicago, obra de Skidmore, Owings & Merrill construido de 1956 a 1957.
Según el historiador Chnstopher Gray, «al emplear paneles de acero inoxidable en este edificio, el equipo ganó varios centímetros de espacio utilizable, redujo enormemente los costes de mano de obra en el recubrimiento y supuso una reducción de peso—ya que los paneles pesaban un kg por metro cuadro comparado con 24 kg por metro cuadrado del ladrillo». A día de hoy sigue siendo el edificio recubierto de acero inoxidable más grande del mundo.
También se empleó el acero inoxidable en el vestíbulo y en las puertas de los ascensores. Los paneles estaban conformados siguiendo patrones tetraédricos para prevenir ondulaciones y romper los reflejos del sol. La apariencia del Socony-Mobil Building llevó a los críticos a llamarlo «el edificio gofre». Sin embargo, en 2003, este edificio cerca de Grand Central Terminal fue considerado como «uno de los edificios más llamativos de Nueva York» por el Landmarks Preservation Committee.
El exterior del edificio fue limpiado por primera vez en 1995.